# Tragopan
A Tragopan, magyarul tragopán vagy szatírtyúk a madarak osztályának tyúkalakúak (Galliformes) rendjébe a fácánfélék (Phasianidae) családjába és a fácánformák (Phasianinae) alcsaládba tartozó nem.

## Rendszerezésük
A nemet Georges Cuvier írta le 1829-ben, az alábbi 5 faj tartozik ide:
- Kasmír-tragopán (Tragopan melanocephalus)
- szatírtragopán (Tragopan satyra)
- fehérhasú tragopán (Tragopan blythii)
- kéktorkú tragopán (Tragopan temminckii)
- mandarintragopán (Tragopan caboti)